# بابونه علیا
بابونه علیا یکی از روستاهای استان آذربایجان شرقی است که در دهستان چاراویماق جنوب شرقی بخش شادیان شهرستان چاراویماق واقع شده‌است.این روستا ۴۴ نفر جمعیت دارد.